# La gata (película de 1947)
La gata es una película argentina en blanco y negro dirigida por Mario Soffici según guion de Tulio Demicheli y Roberto Talice sobre la obra teatral de Rino Alessi que se estrenó el 17 de junio de 1947 y que tuvo como protagonistas a Zully Moreno, Sabina Olmos, Nélida Bilbao, Enrique Diosdado y Alberto Closas.

## Sinopsis
El filme se refiere a una mujer que vive aferrada a sus recuerdos y a la mansión donde ellos se ocasionaron.

## Reparto
- Zully Moreno ... Flavia
- Sabina Olmos ... Laura
- Nélida Bilbao ... Ana
- Enrique Diosdado ... Roberto
- Alberto Closas ... Mario
- Horacio Priani ... Carlos
- Carlos Alajarín ... Arquitecto Trascani
- Tito Grassi
- Violeta Martino
- Adolfo Linvel ... Enrique Boris

## Comentarios

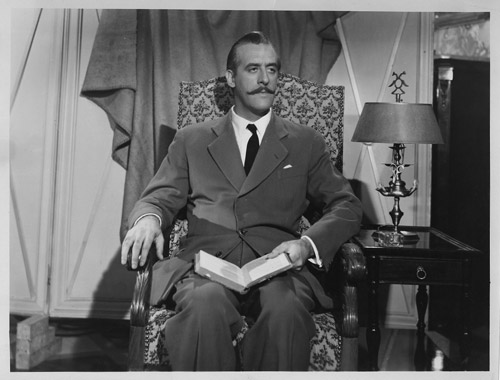
Adolfo Linvel (de 36 años) ―que entre 1969 y 1971 sería el patriarcal «don Carmelo» en Los Campanelli― en una escena de La gata.

En la crónica de La Nación se lee: “En la adaptación se han suavizado algunos tonos pero, como es de suponer, no puede modificarse la esencia del tema, de escasa calidad” y en la de Clarín: “El sentido cinematográfico de dirección, logra sacar del material difícil, una obra de calidad”.

## Premio
La Academia de Artes y Ciencias Cinematográficas de la Argentina le otorgó el premio Cóndor Académico a la mejor actriz de reparto de 1947 por este filme a Sabina Olmos.	